# لامباري (ميناس جيرايس)
لامباري بلدية في ولاية ميناس جيرايس في المنطقة الجنوبية الشرقية من البرازيل.
تحتوي البلدية على 214 هكتار (530 أكر) من منتزه نوفا بادن الحكومي، الذي أنشئ عام 1994.